# Кирсанов, Пётр Михайлович
Пётр Михайлович Кирсанов (21 июня (4) июля 1902 год, Пенза — 18 января 1977, там же) — советский театральный актёр, народный артист РСФСР.
[19 января 1977 года] Поехал в театр. Решил проститься с народным артистом Кирсановым. 75 лет. Большая часть жизни на сцене Пензы. Нищета дома. Священник. Отпевали. Разговор с Рейнгольдом, Налобиным, Лозицкой.

## Биография
Пётр Михайлович Кирсанов родился в Пензе 21 июня (4) июля 1902 года. В 1917—1919 годах учился в Пензенской драматической школе у актрисы-педагога Е. Дихт. Во время Гражданской войны вступил добровольцем в 1-ю армию Восточного фронта. В 1919—1920 годах стал организатором и руководителем красноармейского театра.
В 1921 году вошёл в труппу Пензенского драматического театра имени А. В. Луначарского. Помимо работы в драмтеатре руководил железнодорожным театром рабочей молодёжи станции Пенза, а с 1926 года — самодеятельным драматическим коллективом клуба железнодорожников (позже Дворец культуры имени Ф. Э Дзержинского). В 1934—1944 годах выступал в театрах Ашхабада, Оренбурга, Армавира.
В Пензенском драматическом театре играл с перерывами около 50 лет (1917—1927, 1929—1934, 1944—1977), за это время сыграл более 200 ролей.
Умер 18 января 1977 года в Пензе, похоронен на Новозападном кладбище.

Памятник на могиле Петра Кирсанова на Новозападном кладбище г. Пензы.

## Награды и премии
- Заслуженный артист РСФСР (1952).
- Народный артист РСФСР (1958).

## Работы в театре

### 1940—1950 годы
- «Живой труп» Л. Н. Толстого — Протасов
- «Беспокойная старость» Рахманова — профессор Полежаев
- «В степях Украины» Корнейчука — председатель колхоза Чеснок
- «Свадьба Кречинского» Сухово-Кобылина — Расплюев
- «Анна Каренина» Л. Н. Толстого — Каренин
- «Наследство дядюшки Руже» («Хищница») О. Бальзака — Руже

### 1960—1970 годы
- «Испанцы» М. Ю. Лермонтова — Соррини
- «Странный человек» М. Ю. Лермонтова — Мужик
- «Маскарад» М. Ю. Лермонтова — Неизвестный
- «Дмитрий Калинин» В. Г. Белинского — крепостной Иван